# Америка Минейро
Америка Минейро (на португалски: América Futebol Clube) е бразилски футболен отбор от Бело Оризонте. Оригиналната им екипировка е бяла и зелена.  Отборът е играл домакинските си мачове с червен екип между 1933 и 1942 година.  Те са единственият отбор от Бело Оризонте, който има собствен стадион.  Клубът има третата най-голяма фен база от клубовете от Минас Жерайс. 
Клубът е един от най-успешните бразилски клубове. Отборът е развивал много млади таланти. 